# Anker
Anker je stará jednotka hmotnosti a objemu používaná ve různých zemích severní a západní Evropy. Jako jednotka objemu byla používána pro kapaliny, nejčastěji pro víno.

Převodní vztahy pro hmotnost:
- v Holandsku 1 Anker = 30 Kg.

Převodní vztahy pro objem:
- v Dánsku 1 Anker = 38,64 l případně 37,44 l = 1/48 fad vin.
- v Německu 1 Anker = 41,67 l = 1/24 Fuder; v jednotlivých historických zemích Německa se pak jednotlivé velikosti lišily. V Prusku se 1 Anker rovnal 34,35 l; v Sasku 38,36 l.
- ve Švédsku 1 Anker = 39 l nebo 39,26 l = 1/4 åm